# 영해 이씨
영해 이씨(寧海李氏)는 경상북도 영덕군 영해면을 본관으로 하는 한국의 성씨이다. 시조 이연동(李延東)은 전주 이씨의 후손이며 고려에서 문하시랑을 지내며 공을 세워 영해군(寧海君)에 봉해졌다.

## 참고 자료
- “영해이씨(寧海李氏)”. 뿌리를 찾아서.[깨진 링크(과거 내용 찾기)]